# Městská autobusová doprava v Táboře

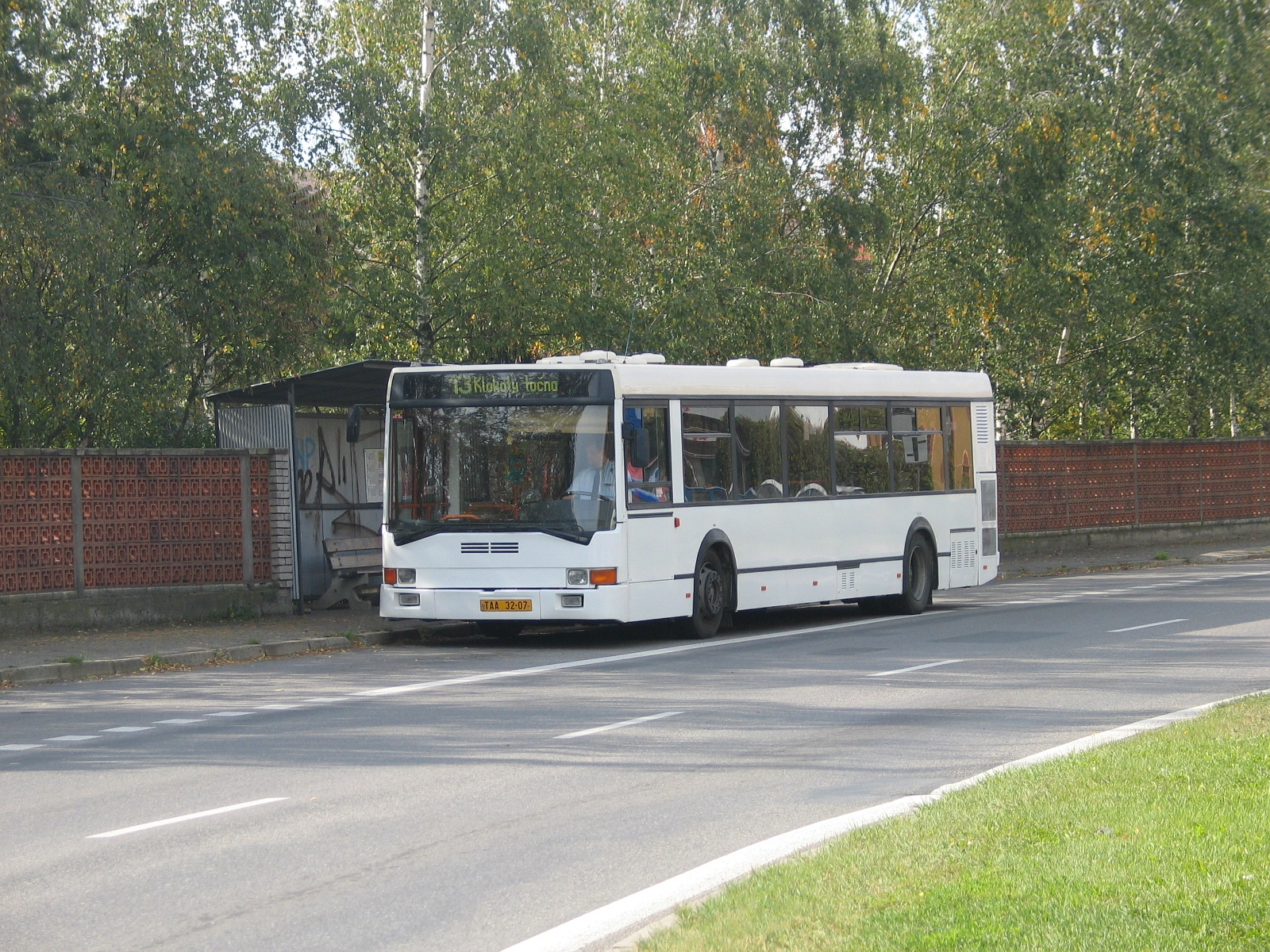
Nízkopodlažní autobus Ikarus 412

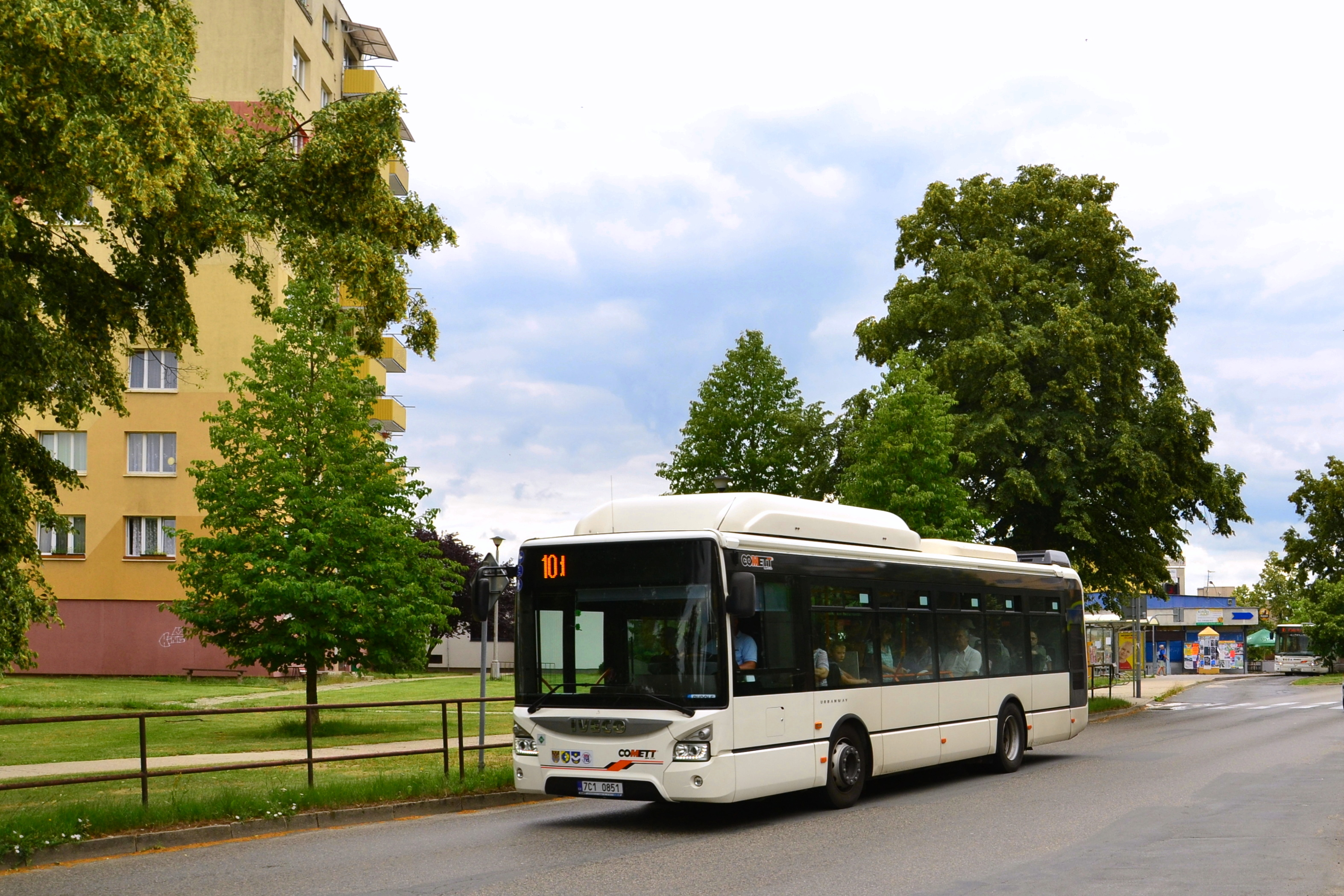
Iveco Urbanway 10,5M při průjezdu zastávkou Sídl. Nad Lužnicí na lince 10

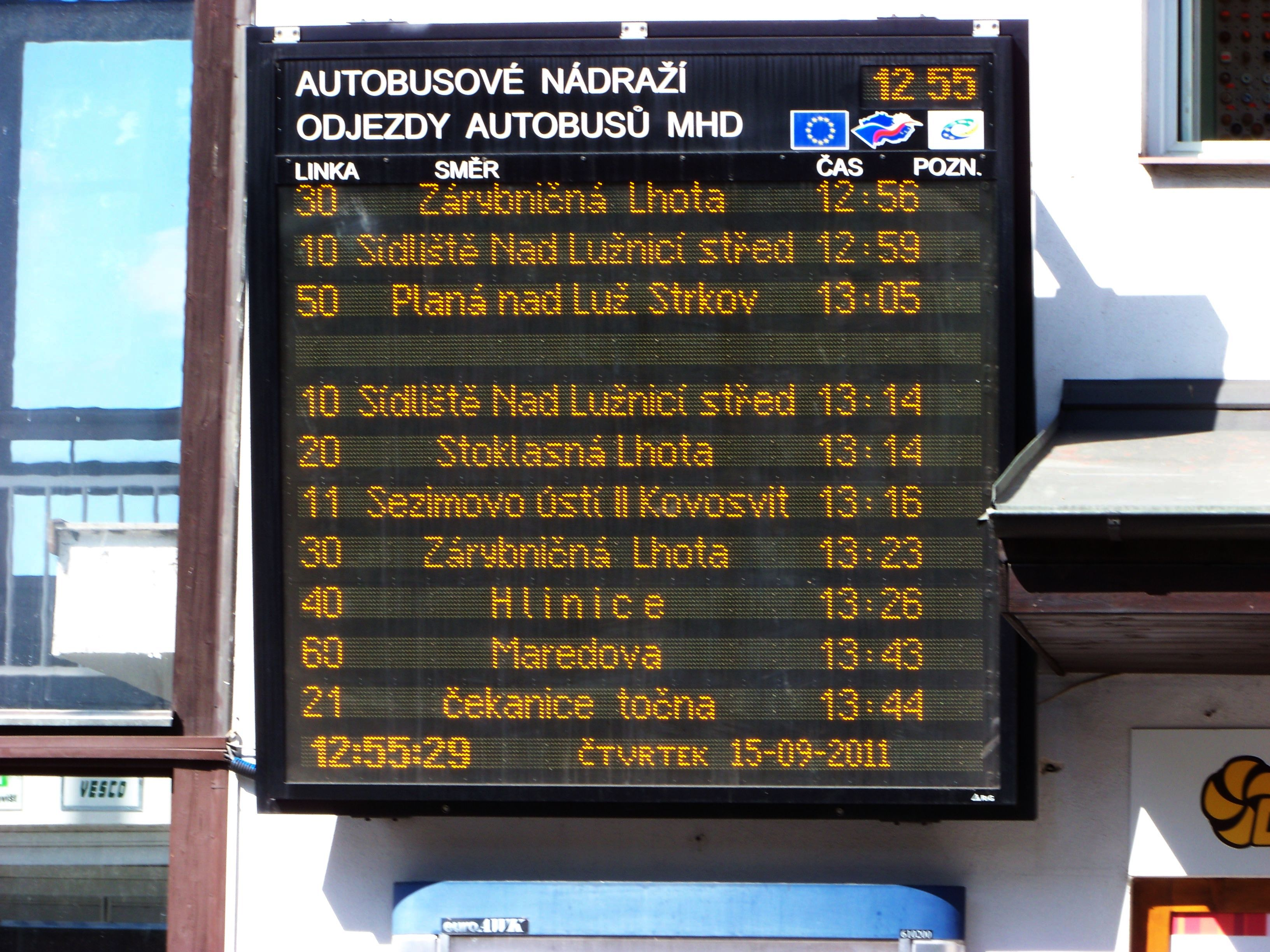
Displej s odjezdy autobusů na zastávce Autobusové nádraží

Za počátek městské autobusové dopravy v Táboře je považován rok 1959, kdy byl oficiálně zahájen provoz táborské městské hromadné dopravy v rámci státního podniku ČSAD České Budějovice. Ve skutečnosti je však de facto provozována již od zhruba poloviny čtyřicátých let, byť tehdy ještě neměla status MHD a autobusy jezdily v režimu běžné linkové dopravy. Již od počátků existence byla ale základem celého systému páteřní trasa spojující tři sousední města: Tábor, Sezimovo Ústí a Planou nad Lužnicí. Do dnešních dnů zůstaly autobusy jediným prostředkem městské hromadné dopravy, přestože se na přelomu 80. a 90. let reálně připravovalo zavedení trolejbusové dopravy, k čemuž ale nedošlo. Provozovatelem městské hromadné dopravy je od roku 1998 společnost COMETT PLUS, spol. s r.o., což je nástupce původního dopravního závodu 208, krajského podniku ČSAD České Budějovice. COMETT PLUS provozuje také většinu příměstských a meziměstských linek v okolí Tábora, ale provoz MHD je v rámci podniku vyčleněn do samostatné divize a funguje víceméně nezávisle na ostatní autobusové dopravě.

## Historie

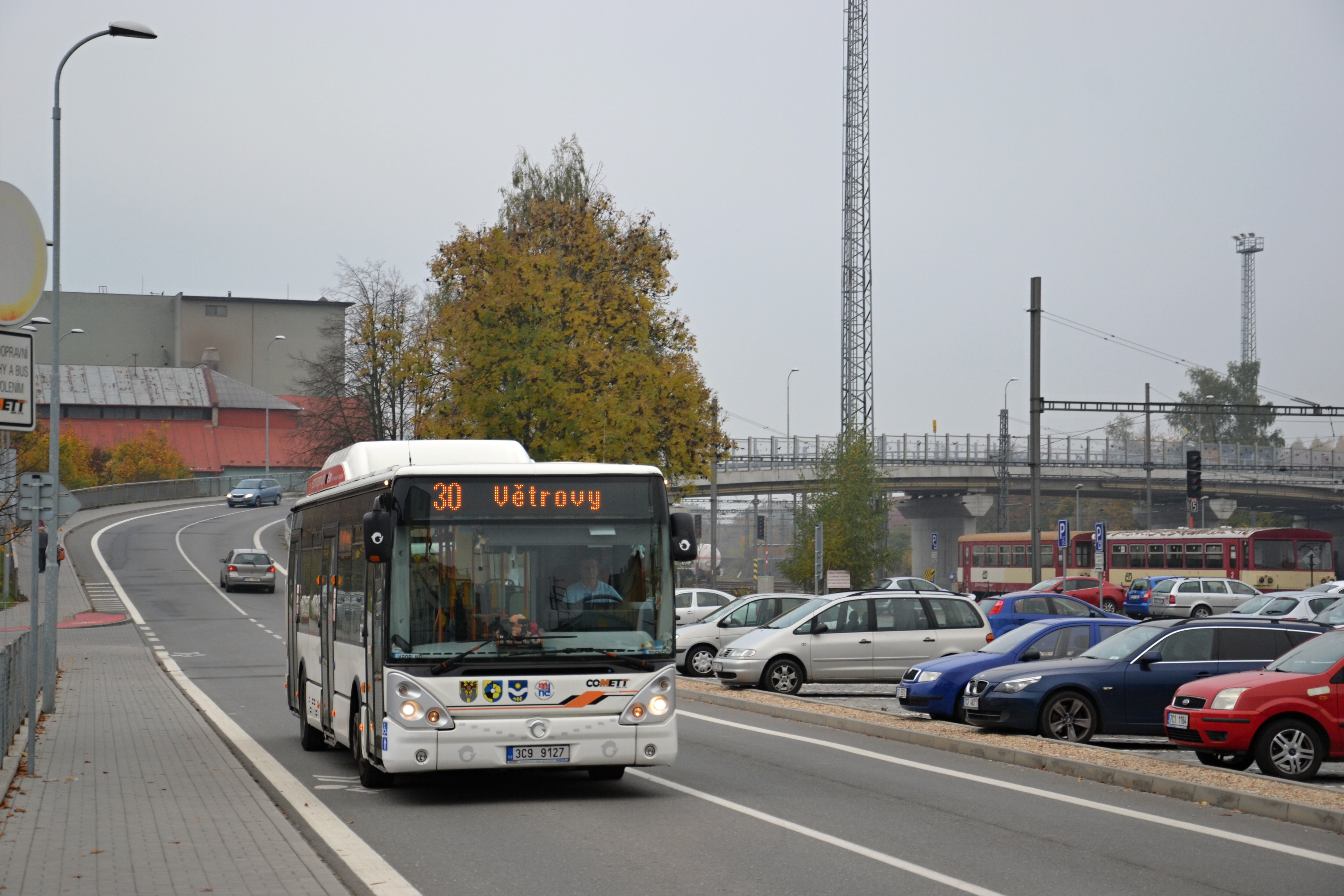
Autobus Irisbus Citelis 12 CNG na lince 30 ze Zárybničné Lhoty přes Měšice do Větrov

Pokud se nepočítají koňské omnibusy vozící cestující z nádraží do místních hotelů a úvahy o elektrické tramvaji mezi nádražím a náměstím z počátků 20. století, tak první linky, které je možné označit jako městskou dopravu, jsou doloženy v poválečných letech, konkrétně v roce 1947 v jízdním řádu ČSD. Zde figurují autobusové linky s označením 3780: Závody MAS – Tábor – Náchod, 3787: Klokoty – Tábor – Stoklasná Lhota a 3788: Kotnov – Tábor – Zárybničná Lhota. Trasy těchto linek v zásadě tvoří základní kostru MHD platnou do dnešních dnů. Počátkem padesátých let se poprvé objevuje název „městská doprava“ spolu se zjednodušeným číslování linek čísly 1–4. Ale i tak se nadále jedná de iure jen o běžné linky ČSAD. Teprve od roku 1959 je celý systém povýšen na oficiální provoz městské hromadné dopravy. Zřejmě se tak stalo v souvislosti s rozvojem města, resp. celé aglomerace, tj. vznikem velkých výrobních podniků v Sezimově Ústí a Plané nad Lužnicí a zároveň výstavbou velkých sídlištních celků v Táboře. Tím pádem došlo k prudkému nárůstu počtu obyvatelstva a zvýšeným přepravním nárokům. MHD byla pak průběžně rozvíjena o další linky a spoje do okrajových částí města i přilehlých obcí. Na páteřní trase mezi Táborem a Sezimovým Ústím, resp. Planou nad Lužnicí zase docházelo s postupující výstavbou sídlišť k neustálému narůstání objemu dopravy a zvyšující se počet spojů si vynutil rozdělení do několika linek vedených v různých částech trasy. Největších výkonů dosahovala MHD v druhé polovině osmdesátých let a počátkem let devadesátých, kdy patřila mezi největší systémy MHD provozované podniky ČSAD. Na hlavní trase jezdily kloubové autobusy v krátkých intervalech a např. i díky systému MOC s předprodejem jízdenek mimo vozidla a nástupem všemi dveřmi snesla srovnání i s velkými městy. Tento vysoký kredit si MHD udržela dodnes, protože na rozdíl od mnoha jiných menších měst zde nedošlo k výraznému snížení výkonů ani rozsahu dopravy vlivem změny společenských a ekonomických poměrů po roce 1989. Důvodem je hlavně poměrně velká rozlehlost trojměstí a velké dopravní vzdálenosti, které svým způsobem nutí objednatele, tj. města, potažmo provozovatele, zajistit svým občanům určitý standard služby. V posledních letech je síť MHD spíše zahušťována než rozšiřována a MHD je zaváděna i do některých lokalit, kam dříve nejezdila. Toto se děje většinou úpravou trasy vybraných spojů v rámci stávajících linek.
Prakticky od počátků MHD se zde několikrát uvažovalo o zavedení trolejbusů. Nejreálněji se jevil plán z druhé poloviny osmdesátých let, kdy byl vznik trolejbusového systému považován za rozhodnutou věc, a to i v souvislosti s výstavbou trolejbusového systému v jiném jihočeském městě – Českých Budějovicích. Po roce 1989 však byl projekt odložen, později ve změněných ekonomicko-společenských poměrech už nebyla vůle ho znovu prosadit a v roce 1995 tento záměr zamítlo zastupitelstvo města. Myšlenka však žila dále a např. v roce 2002 byla zpracována studie na zavedení hybridních trolejbusů, kdy se počítalo se zatrolejováním jen některých klíčových úseků. Mimo ně měly vozidla využívat hybridního pohonu a převzaly by tak dopravu na většině tras MHD. I tato studie však byla, i s poukazem na usnesení z roku 1995, zamítnuta. Dnes už se zavedení trolejbusové dopravy jeví jako nereálné a vývoj MHD bude nejspíše pokračovat zcela jinou cestou. Od roku 2006 jsou např. nově nakupovaná vozidla výhradně s pohonem na CNG.
Od roku 2003 je MHD základem Integrovaného dopravního systému Táborska (IDS TA), ve kterém jsou dále zahrnuty příměstské linky Comettu Plus v obvodu MHD a vlaky Českých drah na železničních tratích č. 220 (v úseku Tábor – Tábor-Čápův Dvůr – Sezimovo Ústí – Planá nad Lužnicí), č. 201 (v úseku Tábor – Nasavrky) a č. 202 (v úseku Tábor – Horky u Tábora – Slapy). Od 1. ledna 2003 byl IDS zaveden v první etapě pouze na trase Tábor – Sezimovo Ústí – Planá nad Lužnicí, od 1. ledna 2004 pak byl rozšířen na příměstské autobusové linky a vlakové spoje v celém obvodu MHD, pouze trať č. 201 byla začleněna až později. Integrace však spočívá pouze v uznávání předplatních jízdenek MHD i v příměstských autobusech a vlacích a jejím účelem je spíše rozšíření možností pro pravidelné cestující. S dalším plošným ani tarifním rozvojem IDS se však nepočítá a v budoucnu bude spíše nahrazen případným krajským IDS.

## Provoz

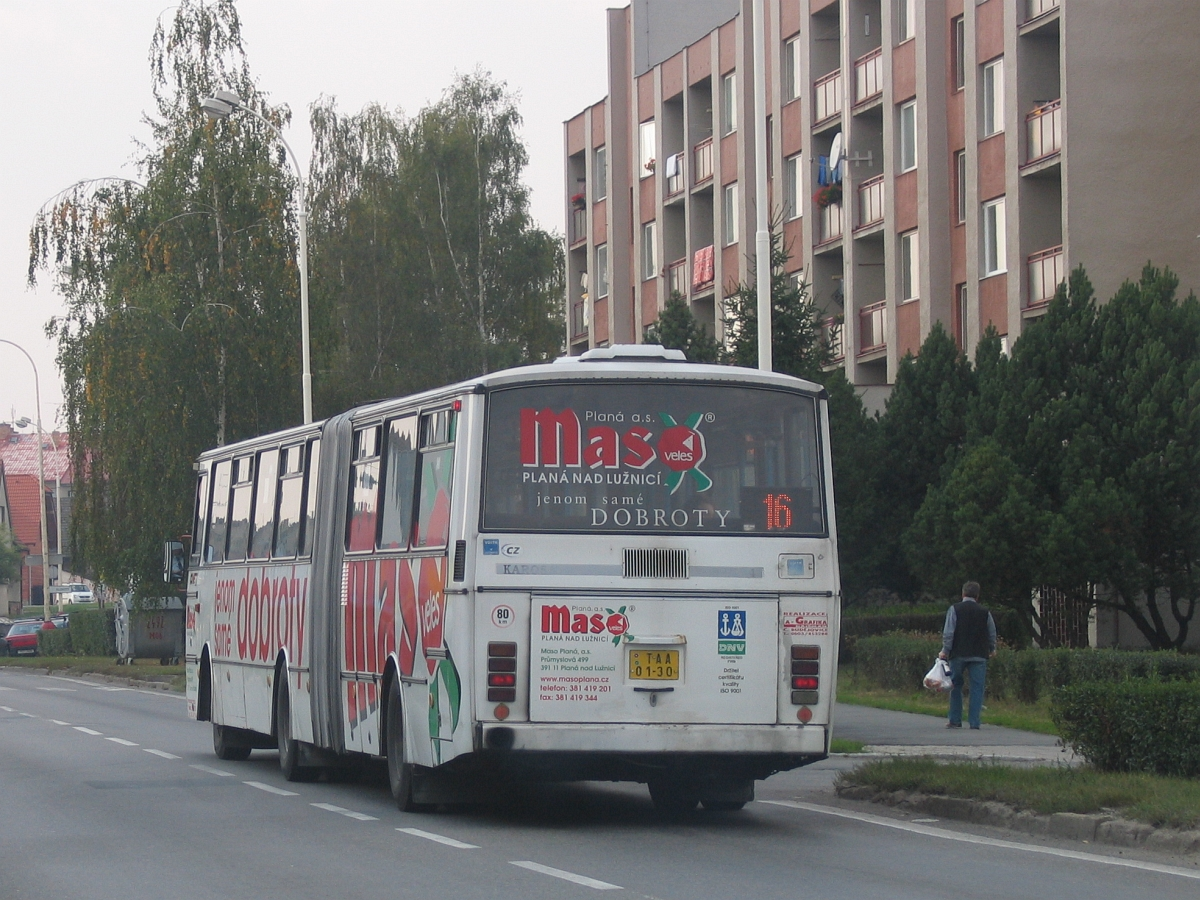
Kloubový autobus Karosa B 741 míří na sídliště Klokoty

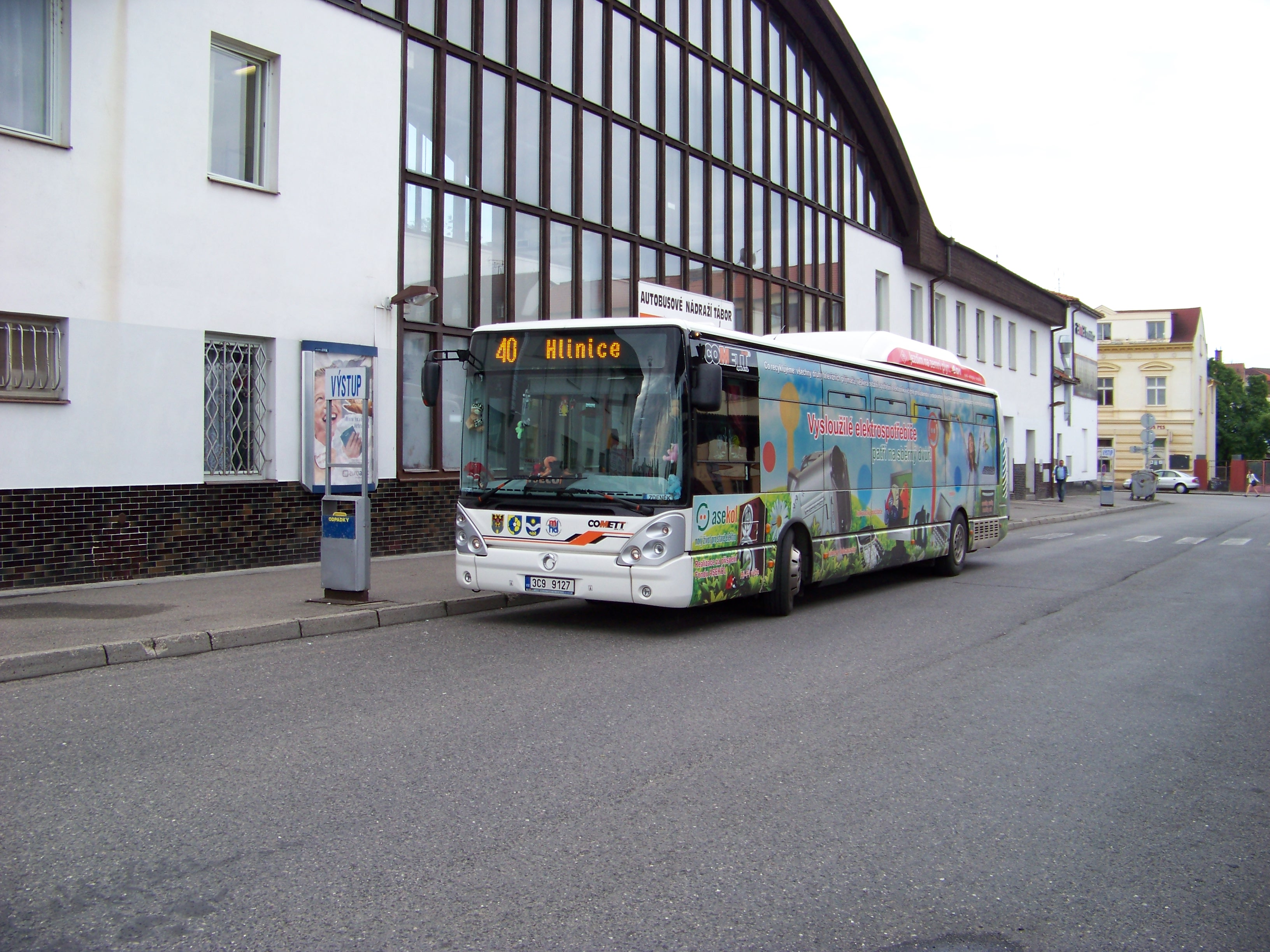
Vůz Irisbus Citelis 12M CNG na lince 40 na autobusovém nádraží

Městské autobusy v Táboře jezdí na celkem 15 linkách, označených poměrně netradičně, a sice nesouvislou číselnou řadou 10–61. Číslo linky je vždy složeno ze dvou cifer, kdy první značí páteřní trasu (1–6) a druhá pak blíže určuje konkrétní linku. Linky se stejným počátečním číslem tak jedou vždy přibližně ve stejném směru a liší se jen v detailech, které odlišuje druhá cifra. Tím lze rozdělit trasy linek do šesti hlavních směrů:
| Trasa                                                                                   | Linky                      |
| --------------------------------------------------------------------------------------- | -------------------------- |
| Klokoty – Autobusové nádraží – Sídliště nad Lužnicí – Sezimovo Ústí – Planá nad Lužnicí | 10, 11, 12, 13, 14, 16, 17 |
| Radimovice u Tábora – Náchod – Autobusové nádraží – Čekanice – Stoklasná Lhota – Košín  | 20, 21                     |
| Dražičky – Slapy – Větrovy – Autobusové nádraží – Měšice – Zárybničná Lhota             | 30, 31                     |
| Autobusové nádraží – Záluží – Hlinice                                                   | 40                         |
| Autobusové nádraží – Sezimovo Ústí – Planá nad Lužnicí (přímé spoje)                    | 50                         |
| Maredova – Autobusové nádraží – Žižkovo náměstí – Čelkovice – Lužnická                  | 60, 61                     |

Licenční čísla linek jsou z řady 395xxx.
Nejrušnější provoz je na lince č. 10, kde je ve špičkách pracovních dnů pravidelný interval 10 minut a mimo špičku 15 minut. Nejezdí však večer a o víkendu má interval 60 minut. V těchto obdobích ji nahrazují linky č. 11, 13, 16 a 17, které jsou páteří celého systému a spojují téměř všechny významné instituce (úřady, nemocnice, školy,…) s centrem a nejhustěji obydlenými oblastmi. Na nich je souhrnný interval ve špičkách pracovních dnů průměrně 10 minut, mimo špičku, večer a o víkendech 15–20 minut. Zavedeny jsou zde také noční spoje, které jezdí na linkách č. 11 a 13 v souhrnném intervalu přibližně 60 minut od pátku do neděle a v ostatní dny s delší přestávkou mezi cca 0:30–2:30. Linky č. 12 a 14 slouží pro přímé spojení sídlišť s velkými podniky a jsou v provozu pouze ve špičkách pracovních dnů. Linka č. 50 slouží jako přímé rychlejší spojení do Sezimova Ústí a Plané nad Lužnicí a je provozována převážně ve špičkách pracovních dnů v intervalu přibližně 40–60 minut. Linky č. 20, 21, 30, 31 a 40 jsou vedeny do řidčeji osídlených okrajových částí města, místních částí a okolních obcí, a mají poměrně slabý provoz s dlouhými intervaly – ve špičkách cca 20-40 minut, mimo špičku 60 a více minut, případně jsou tvořeny jen jednotlivými spoji rozprostřenými do celého dne (č. 40) nebo naopak soustředěnými převážně do krátkého špičkového období (č. 31). Linky č. 60 a 61 jsou taktéž nazývány jako „vnitroměstské“ a slouží především obsluze středu města (včetně historického jádra) a přilehlých oblastí. Kromě toho jsou součástí MHD také jednotlivé školní a zvláštní (zaměstnanecké) spoje se specifickými trasami, ale formálně vedené pod některou z pravidelných linek, zpravidla tou, které se daný spoj nejvíce přibližuje.
Všechny linky (kromě č. 12 a 14) se stýkají v centrálním uzlu Autobusové nádraží, které je zdaleka nejvytíženější zastávkou MHD a je přirozeným přestupním bodem nejen mezi linkami MHD ale i mezi železniční a linkovou autobusovou dopravou a výchozím bodem do obchodního centra města.
Na linky jsou nasazovány převážně autobusy standardní délky, které jezdí na všech linkách, kromě č. 60, 61. Kloubové autobusy jsou nasazovány na převážnou většinu spojů na linkách č. 11, 13, 16 a 17 a dříve na část spojů na lince č. 50. Na linkách č. 60 a 61 jezdí výhradně minibusy, protože jsou vedeny úzkými uličkami historického centra, kudy běžný autobus neprojede. Minibusy jsou primárně nasazovány také lince č. 40, kde jejich kapacita bohatě postačuje a v mimošpičkovém období zajišťují ze stejného důvodu také část spojů na linkách č. 20, 21, 30 a 31.
Nízkopodlažní autobusy už dnes tvoří celou část vozového parku a všechny spoje MHD už jsou dnes bezbariérové. Ovšem jezdí jeden vůz, který je částečně nízkopodlažní (Iveco Crossway LE).
V provozu byly v nedávné době[kdy?] i linky č. 22 a č. 51 (ta fungovala do 11. října 2008). Ty ale měly charakter náhradní nebo dočasné dopravy a po ukončení výluk, kvůli kterým byly zavedeny, byly zrušeny, proto nejsou uvedeny v přehledu linek výše. Linka č. 22 existovala ovšem i v dávnější historii a později byla sloučena s linkou č. 20. Další zaniklou linkou je č. 18 která od roku 2005 do 29. února 2008 obsluhovala hypermarket Interspar. Stejný osud potkal také linku č. 15, která od roku 2004 zajížděla k hypermarketu Tesco a po zrušení této obsluhy k 1. listopadu 2014 byla zrušena, resp. spoje převedeny pod linku č. 10. Za zrušenou linku lze považovat také spoje označované písmenem X, které několikrát za den sloužily obsluze pečovatelských domů a čtvrti Maredův vrch, kam dříve běžná MHD nejezdila. Po zavedení pravidelných linek do těchto oblastí se pak tyto zvláštní spoje staly zbytečnými a zrušeny. Raritou byla linka označená písmenem K vytvořená speciálně pro nasazení kloubového autobusu Karosa ŠM 16,5.

## Vozový park

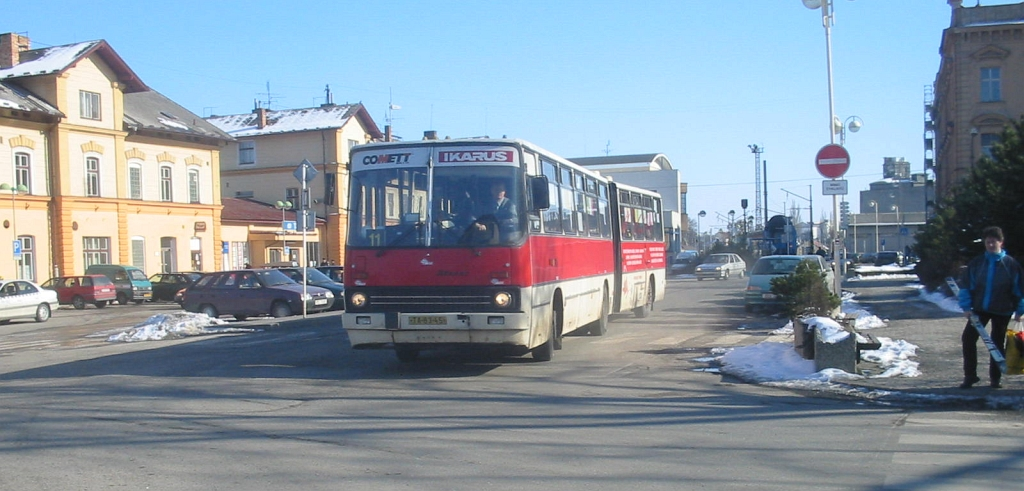
Ikarus 280 poblíž autobusového nádraží

Skladba vozového parku MHD byla před rokem 1989 obdobná jako ve všech ostatních městech v republice v té době. Postupně zde jezdily vozy typu Škoda 706 RO, Škoda 706 RTO, Karosa ŠM 11, Karosa B 731 a Karosa B 732. Používání autobusových vleků v soupravách s vozy Škoda 706 není doloženo, ale nelze ho vyloučit. Co je však pro Tábor typické je nasazování kloubových autobusů, a to již od roku 1969, kdy sem byl dodán jeden kus raritního kloubového vozu typu Karosa ŠM 16,5 vyrobeného jen v nepočetné ověřovací sérii. Také později dodávané maďarské kloubové vozy typu Ikarus 280.08 se v Táboře objevily jako v jednom z prvních měst v Československu v roce 1975. Tvořily pak po více než třicet let typický kolorit táborské MHD a nakonec se tak Tábor stal vůbec posledním městem, kde byly z provozu vyřazeny.
Ikarusy 280.08 a Karosy B 731/732 tvořily základ vozového parku i po celá devadesátá léta a první roky 21. století, kdy už však byly postupně doplňovány dalšími typy autobusů. Byly to vozy Karosa B 741, Karosa B 832, Karosa B 932E, Karosa B 952/952E, Karosa B 961/961E a také modernizovaná verze Ikarusů – typ Ikarus 280.87.
V roce 1998 byly dodány první nízkopodlažní autobusy typu Ikarus 412, o dva roky později i kloubová verze Ikarus 417 (jediný svého typu v ČR a první nízkopodlažní kloubový autobus v ČR). Následovaly nízkopodlažní typy Irisbus Citybus 12M, Irisbus Citybus 18M, Irisbus Citelis 12M, Irisbus Citelis 18M, SOR BN 12 a SOR BN 10,5.
Od roku 2006 jsou nakupovány pouze vozy s pohonem na CNG typů Irisbus Citelis 12M CNG, Irisbus Citelis 18M CNG, Solaris Urbino 12 CNG, Solaris Urbino 18 CNG a SOR NBG 12 a nejnověji Iveco Urbanway 10,5M CNG, Iveco Urbanway 12 CNG a Iveco Urbanway 18M CNG.
V roce 2011 byly pořízeny tři minibusy SKD Stratos LF33 CNG pro provoz na „vnitroměstské lince“, jeden z nich byl roku 2018 sešrotován. Později doplnil flotilu minibusů v roce 2014 vůz Rošero First FCLLII, v roce 2017 Rošero First FCLEI CNG a v roce 2018 Dekstra LF 38 CNG.

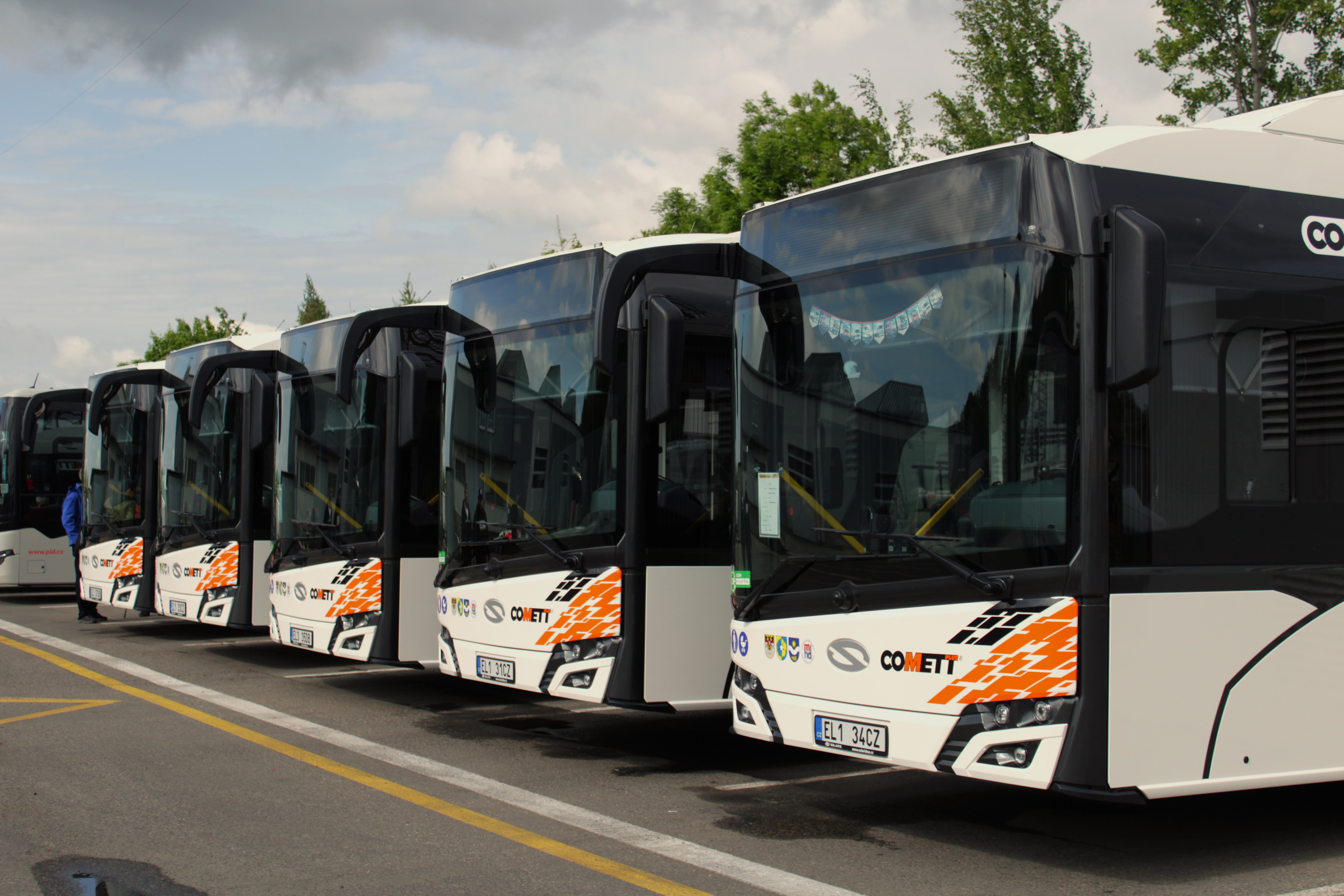
Nové elektrobusy značky Solaris vystavené v areálu firmy Comett Plus.

V roce listopadu 2023 vypsala firma Comett plus výběrové řízení o nákup 10 nových elektrobusů pro městskou hromadnou dopravu. Do té se přihlásili  Solaris Bus & Coach a SOLARIS CZECH, dále SOR Libchavy a TBS Truck Bus Servis (dealer IVECO BUS). Nakonec zvítězil právě polský Solaris se svými elektrobusy Solaris Urbino 12 IV. Prvních 8 jich do Tábora dorazilo už v prvním prosincovém týdnu roku 2024. Zbylé dva kusy dorazili až v roce 2025 před květnovým dnem otevřených dveří v areálu firmy, kde byly poprvé představeny veřejnosti..
Současný vozový park je tvořen 35 autobusy značek Iveco, Solaris, Rošero a Dekstra. Níže je uveden výčet vozů k 1. červenci 2025:
| Výrobce    | typ                           | počet kusů |
| ---------- | ----------------------------- | ---------- |
| Solaris    | Solaris Urbino 18 III CNG     | 2          |
| Solaris    | Solaris Urbino 12 III CNG     | 1          |
| Solaris    | Solaris Urbino 12 IV Electric | 10         |
| Iveco Bus  | Iveco Urbanway 12M CNG        | 12         |
| Iveco Bus  | Iveco Urbanway 18M CNG        | 5          |
| Iveco Bus  | Iveco Crossway LE CITY 12M NP | 1          |
| Rošero - P | ROŠERO - P First FCLEI CNG    | 2          |
| Dekstra    | Dekstra LF 38 CNG             | 2          |

Autobusy jsou deponovány v areálu dopravce v Chýnovské ulici.
V pracovních dnech školního roku je vypravováno celkem 31 kurzů MHD, nejvíce se však současně v síti, a to v ranní špičce, vyskytuje 30 městských autobusů (+ jeden linkový vypomáhající na jediném posilovém spoji), protože „noční“ autobus vyjíždí až večer. Zpravidla 6–7 kurzů je obsazeno autobusy kloubovými, 2–3 kurzy naopak minibusy, zbytek autobusy standardní délky. Během školních prázdnin je výprava nižší o 4 vozy. O víkendu je do provozu nasazováno zpravidla 6 kloubových autobusů, 3 (+ 1 „noční“) standardní a 2 minibusy.
Dopravce COMETT PLUS vlastní také další autobusy příměstského nebo dálkového/zájezdového provedení, které ale až na výše zmíněnou výjimku nezajišťují provoz městské hromadné dopravy, na kterou jsou tak nasazovány výhradně vozy městského typu.

## Tarif a odbavování

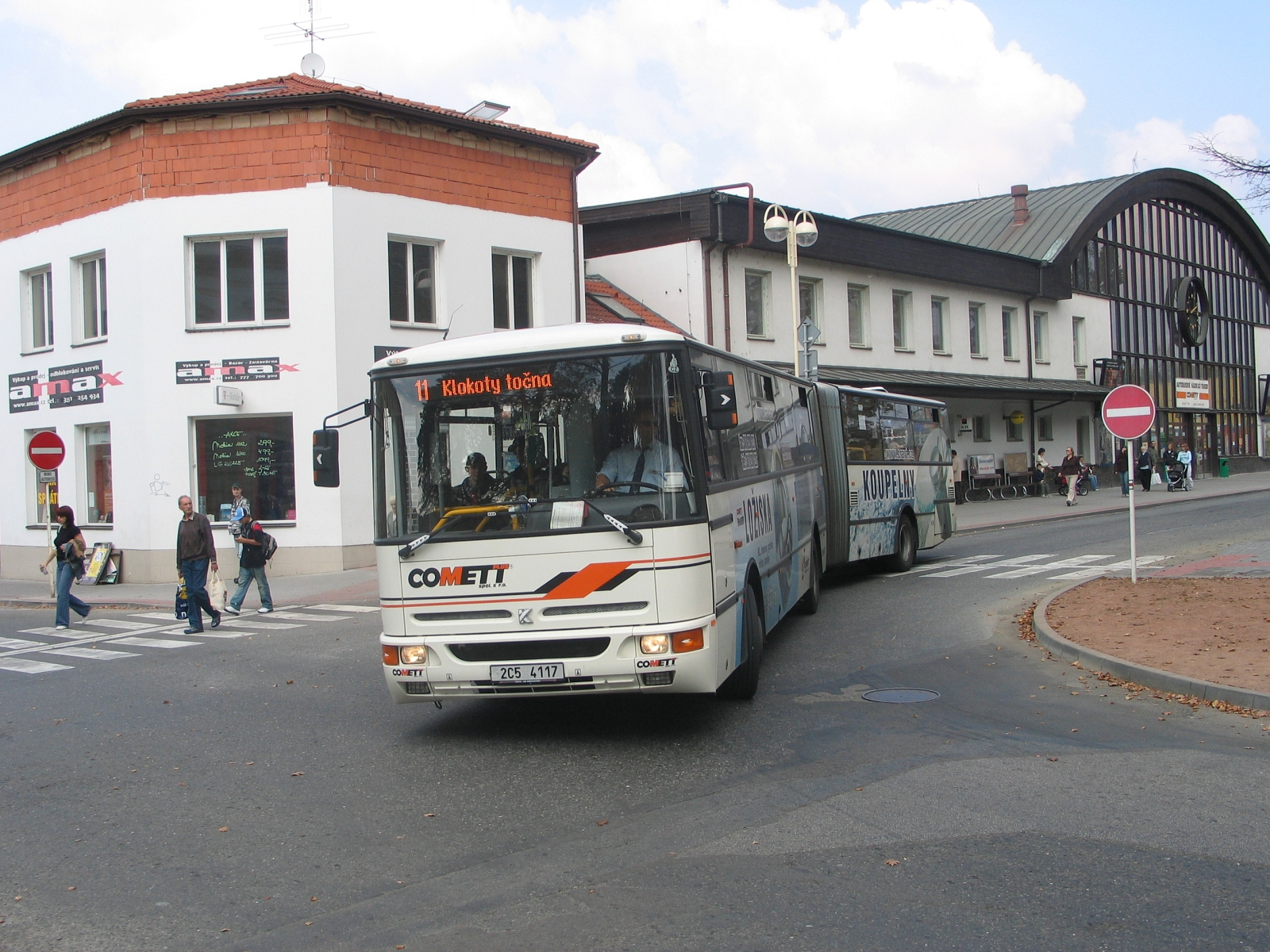
Kloubový autobus Karosa B 961 E u autobusového nádraží

### Druhy jízdenek
V prodeji jsou jednotlivé papírové jízdenky s možností libovolného množství přestupů mezi všemi linkami MHD, jsou ale omezeny časově na 10, 20 a 60 minut. V nabídce je také celodenní jízdenka na 24 hodin a jízdenka na 7 dní. Mezi 23. hodinou večer a pátou hodinou ráno je zaveden tzv. noční tarif, kdy je možné používat pouze jízdenku s platností 60 minut.
Zavedena je také možnost zakoupení elektronické jízdenky pomocí SMS zprávy nebo aplikace SEJF, která má platnost 70 minut.
V nabídce jsou také nepřenosné časové jízdenky, a to na 15, 30, 90 a 365 dní. V prodeji je několik variant těchto jízdenek (základní, žákovská a důchodcovská) a dále jsou rozděleny s platností na pásma A, B nebo C (A – město Tábor bez okrajových částí, B – města Tábor a Sezimovo Ústí včetně okrajových částí, C – celá síť MHD). Možné je zakoupit jízdenku jen pro jednotlivá pásma a nebo kombinace AB, BC, ABC.
Jednotlivé i časové jízdenky se kupují v předprodeji mimo vozidlo (oficiální předprodejní místa Comettu, jízdenkové automaty nebo smluvní prodejci v trafikách apod.). Popřípadě je možné využít doplňkového prodeje jízdenek u řidiče, který ale prodává pouze jízdenku s platností 60 minut a s cenovou přirážkou.

### Odbavování
Původně jezdili ve všech vozech táborské MHD průvodčí. V roce 1975 byl zaveden samoobslužný provoz, ale průvodčími byly i nadále obsazovány kloubové vozy. Teprve v roce 1979 byl způsob odbavení sjednocen zavedením systému mechanického odbavování cestujících (MOC). Přestupný časový tarif a elektronické označovací strojky byly zavedeny koncem devadesátých let 20. století.
K velkoměstskému charakteru MHD v Táboře přispívá i nástup do autobusů, který probíhá všemi dveřmi a kontrolu jízdenek neprovádí řidič, ale revizoři dopravce. Cestující s neoznačenou jízdenkou si ji uvnitř autobusu sám označí v označovacích strojcích, které jsou rozmístěny u všech dveří. Výjimku tvoří cestující, kteří si chtějí zakoupit jízdenku u řidiče, ti mohou nastoupit předními dveřmi, které jinak slouží pouze pro výstup.
Nástup pouze předními dveřmi a nákup, resp. kontrola jízdenek řidičem, ke kterému po roce 1989 přikročila většina menších, ale i některých větších měst, byl v Táboře zaveden pouze krátce počátkem devadesátých let. Vzhledem k velkým počtům cestujících však vnikaly na zastávkách neúměrně dlouhé prostoje, autobusy tak nabíraly velká zpoždění a proto bylo v krátké době opětovně přistoupeno k osvědčenému nástupu všemi dveřmi.

## Zastávky

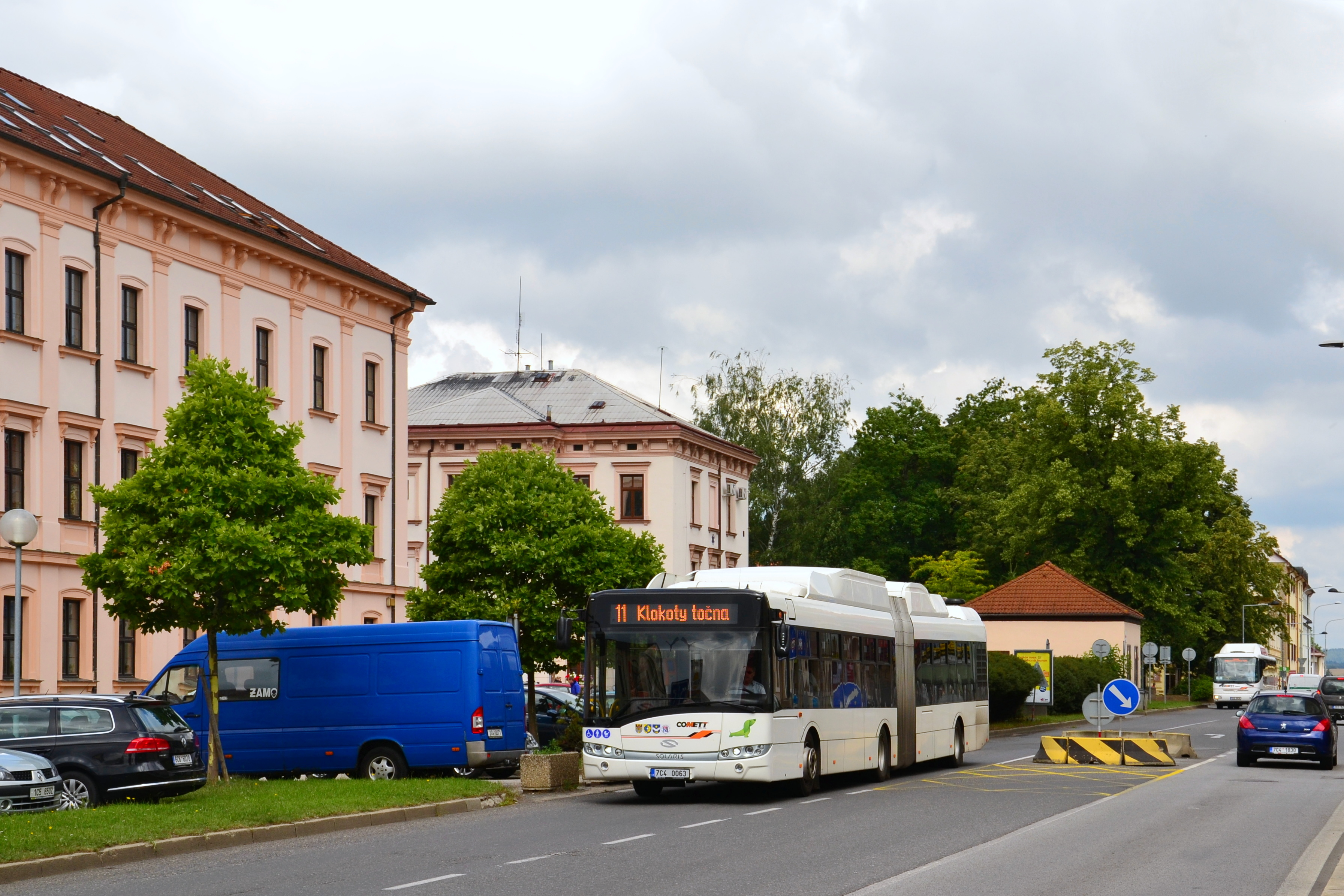
Ulicí Purkyňova v Táboře projíždí kloubový vůz Solaris Urbino 18 III CNG nasazený na linku 11

Specifikem táborské MHD je, že zde často jsou zastávky zpravidla označovány dopravní značkou určenou k označení konce zastávky, nikoliv značkou určenou pro označník zastávky. Dalším specifikem jsou poměrně dlouhé mezizastávkové úseky. Průměrné vzdálenosti mezi jednotlivými zastávkami jsou zde obvykle delší než ve většině jiných systému městské dopravy. Možná je to tím, že MHD je zde od počátku vlastně meziměstským systémem propojujícím tři samostatná města a nebyla tak chápána jako „pouliční dráha zastavující na každém rohu“. Jinak ale patří táborská MHD k „rozvinutým“ provozům, takže zastávky jsou pokud možno umísťovány do zálivů, kam může autobus zajet tak, aby neomezoval ostatní provoz, obvykle jsou také vybaveny čekárnou, kam se mohou cestující schovat před nepřízní počasí a konečné jsou zpravidla řešeny jako vratné smyčky, takže otočení autobusu je pro řidiče pohodlné a poskytují také prostor pro „odložení“ autobusu, tak aby nepřekážel. Na nejvyužívanějších konečných zastávkách Klokoty, točna a Sezimovo Ústí II., Kovosvit a také na Autobusovém nádraží mají také řidiči k dispozici odpočívárnu se sociálním zařízením. Na významných zastávkách na páteřní trase jsou rozmístěny jízdenkové automaty. Na autobusovém nádraží je pak na každém ze dvou stanovišť instalována rozměrná elektronická tabule zobrazující nejbližší aktualizované odjezdy spojů MHD.
Jízdní řády jsou provedeny v barevné grafické podobě jako zastávkové, s oddělenými sloupci pro pracovní dny, volné dny a prázdniny a pro cestující tudíž přehledné. Na každé zastávce jsou pak doplněny základními informacemi o tarifu a malým orientačním schématem sítě.